# 고요묘
고요묘(高饒苗, ?~673년 11월 11일)는 고구려와 당나라의 장수이다.

## 생애
668년 9월, 고구려의 평양성이 당나라 군대에 포위되었을 때, 신성(信誠)과 오사(烏沙)와 함께 당나라 장군 이세적과 내통해 평양성의 성문을 열어 고구려가 멸망하게 되었다.
당나라에서는 종3품 좌령군원외장군(左領軍員外將軍)이라는 무관직을 맡으며 황제를 호위하면서 궁정을 수비하는 일을 맡았다.
그의 묘에는 ‘집안의 대문에 붙어사는 여러 귀신들이 재앙을 내려 갑자기 사제에서 죽었다’고 적혀있다.